# Equus quagga chapmani
Equus quagga chapmani é uma subespécie de zebra-da-planície.
Tal como seus "primos", são nativos da savana do nordeste da África do Sul, ao norte do Zimbábue, a oeste do Botswana, Faixa de Caprivi na Namíbia e sul de Angola. Como as outras subespécies de zebra-da-planície, é um herbívoro que vive em grande parte com uma dieta de gramíneas e realiza uma migração durante a estação chuvosa para encontrar novas fontes de alimento e evitar os leões, que são seu principal predador. As zebras de Chapman são distinguidas de outras subespécies por variações sutis em suas listras. Quando comparadas com outros equídeos na região, as zebras de Chapman são relativamente abundantes em número, no entanto, sua população está agora em declínio em grande parte devido a fatores humanos, como caça ilegal e agricultura.